# 은혜학교
은혜학교는 광주광역시 북구 오룡동에 있는 지체장애 학생을 위한 유치원, 초등학교, 중학교, 고등학교 과정의 사립 특수학교이다.

## 학교 연혁
- 1982년 씨튼조기교육센터 (임동성당)
- 1984년 은혜학교 초등부, 유치원
- 1985년 교사 신축 이전
- 1987년 중학부
- 1989년 고등부

## 참고 자료
- 은혜학교 - 한국교육학술정보원 학교알리미